# دار الفرجاني للنشر والتوزيع
دار الفرجاني للنشر و التوزيع دار نشر ليبية، تُعنى بتاريخ ليبيا، أسسها محمد بشير الفرجاني، في عام 1953. بداية الدار كانت في مقرّها في شارع الوادي قبالة سينما الحمراء الشهيرة، حيث تولّت توزيع الصحف والمجلات العربية.

## نبذة
ويذكّر بأن «مدينة طرابلس حظيت عبر تاريخها بالأفاضل ممن تولوا مهام توفير المطبوعات العربية، بداية من محمد بوربعية عام 1882، والمكتبة الطرابلسية لصاحبها محمد شرف الدين، خلال فترة الاحتلال الإيطالي، إلى حين تولى أبناء المشيرقي هذه المهمة أواخر عهد الإدارة البريطانية، ثم بداية نشاط مكتبة الفرجاني، وتحولها إلى نشر أولى المؤلفات الليبية بالتزامن مع ظهور المكتبة السريعة التي عنيت بتوزيع الصحف والمجلات في الستينيات».
ويؤكد الفرجاني الابن، أنه مع تأسيس المطبعة الحكومية عام 1955، التي قامت بطباعة مؤلفات الرواد من الأدباء، تولّت مكتبة الفرجاني مهمة توزيع «نفوس حائرة»، أول مجموعة قصصية للقاص عبد القادر أبوهروس، والتي خطّ عناوينها الخطاطان أبو بكر ساسي، وعبد اللطيف الشويرف، ورسم غلافها الفنان محمد شرف الدين، إضافة إلى مؤلف الأديب خليفة التليسي عن «الشابي وجبران»، كما نشرت للأديب العربي أبوالقاسم كرو الذي كان مقيماً في طرابلس، مؤلفه «حصاد القلم»، وكتاب «نحو غد مشرق» للراحل محمد فريد سيالة الذي يدعو فيه إلى حرية المرأة والنهوض بالمجتمع.
ويشرح الفرجاني أنه في منتصف الخمسينيات طبعت المكتبة المناهج التعليمية في مادة التربية الوطنية، ووزّعت مجلة ثقافية أصدرها طلاب ليبيون موفدون للدراسة في مصر، بعنوان «صوت ليبيا» عام 1958، لكنها مع زيادة ارتفاع المؤشر الطباعي للمطبعة الحكومية تعذّر عليها طباعة المؤلفات الليبية محلياً. وباشرت الدار الطباعة في مصر بداية بمؤلف الشيخ الطاهر الزاوي بعنوان «أعلام ليبيا»، ثم جاء التحول في السبعينيات للطباعة في بيروت ثم في لندن، حتى غدت دار الفرجاني بفروعها الأربعة محلياً وعربياً، وفي العاصمة البريطانية لندن، منبراً نشر من خلاله نحو 200 عنوان باللغة العربية، ومئة عنوان بالإنكليزية، من بينها خمسون عنواناً لأهم مصادر تاريخ ليبيا المؤلفة والمترجمة. كما اهتمت في السبعينيات بطباعة البطاقات البريدية التي تجسد التراث والفولكلور الليبي، واستمرت الدار على هذا النهج حتى اليوم، واضعة الشأن المحلي على رأس الأولويات، وإرضاء ذائقة القارئ الليبي أهم الأهداف أمامها.